# Игнатовское (Вологодская область)
Игнатовское — деревня в Шекснинском районе Вологодской области.
Входит в состав сельского поселения Ершовского, с точки зрения административно-территориального деления — в Ершовский сельсовет.
Расстояние по автодороге до районного центра Шексны — 28,4 км, до центра муниципального образования Ершово — 3,4 км. Ближайшие населённые пункты — Пустошка, Заозерье, Никольское, Горка, Кульпино, Тирково.
По переписи 2002 года население — 83 человека (37 мужчин, 46 женщин). Преобладающая национальность — русские (98 %).